# اهورایی
اهورایی یا زرتشتی اهورایی یکی از فرقه‌های دین زرتشت می‌باشد که اصولاً عقاید آن با دیگر فرقه‌های زرتشت بسیار متفاوت می‌باشد. این فرقه اهورامزدا (خدا) را تنها خالق هستی میدانند و اهریمن (شیطان) را یکی از فرشتگان خدا میدانند که چون خود را از انسان برتر می‌دانست برتری انسان را قبول نداشت و به همین سبب جایگاهش را نزد اهورامزدا از دست داد و از نزد او رانده شد ولی اهورامزدا به او اجازه داد تا انسان‌ها را بتواند گمراه کند و از این راه اهورامزدا قصد آزمایش انسان‌ها را داشت.

## تاریخچه
اهورایی‌ ها تاریخچه طولانی و نامعلومی دارند گمان می‌رود که آن‌ها از دوره پیدایش زرتشت پیامبر و سلسله هخامنشیان وجود داشته‌اند. ولی برخی دیگر معتقدند آن‌ها زرتشتیان اصلی هستند و دیگر فرقه‌ها تحریف شده‌اند و به وجود آمده‌اند. درابتدا اکثریت زرتشتی ها را در زمان هخامنشیان تشکیل میدادند ولی پس از سقوط هخامنشیان آن‌ها هم تقریباً سقوط کردند و از یاد رفتند در دوره ساسانیان دوباره قدرت خود را بدست اوردند و در جمع اوری اوستا کمک زیادی کردند هرچند که با دیگر موبدان(منظور موبدان دیگر فرقه‌های زرتشت است) درجدال بودند پس از ساسانیان و وورود اسلام به ایران آن‌ها مانند دیگر زرتشتی‌ها به شدت کاهش یافتند و اکنون جمعیت کمی از زرتشتی‌های فعلی را تشکیل می‌دهند ولی با این تفاوت که کسانی که اکثر در زمان حال زرتشتی می‌شوند به این فرقه روی می‌آورند در حال حاضر جمعیت اهورایی‌ها نامعلوم می‌باشد.